# بوينت ديس كاسكاديس (كيبك)
بوينت ديس كاسكاديس (بالإنجليزية: Pointe-des-Cascades, Quebec)‏ هي بلدية محلية في كيبيك تقع في كندا في Vaudreuil-Soulanges Regional County Municipality. يقدر عدد سكانها بـ 1,340 نسمة ومساحتها 10.00 كم2 .